# Harry Primrose, 6. hrabě z Rosebery
Albert Edward Harry Meyer Archibald Primrose, 6. hrabě z Rosebery (Albert Edward Harry Meyer Primrose, 6th Earl of Rosebery, 2nd Earl of Midlothian, 6th Viscount Innerkeathing, 2nd Viscount Mentmore, 6th Baron Primrose and Dalmeny, 3rd Baron Rosebery, 2nd Baron Epsom) (8. ledna 1882, Dalmeny House, Skotsko – 31. května 1974, Mentmore Towers, Anglie) byl britský šlechtic, politik, velkostatkář, sportovec a mecenáš. Byl starším synem premiéra 5. hraběte z Rosebery. V politice patřil k liberálům, byl krátce poslancem Dolní sněmovny, od roku 1929 jako otcův dědic člen Sněmovny lordů. Vlastnil rozsáhlý majetek v Anglii a Skotsku. V roce 1945 v úřednické vládě Winstona Churchilla krátce zastával funkci ministra pro Skotsko.

## Životopis

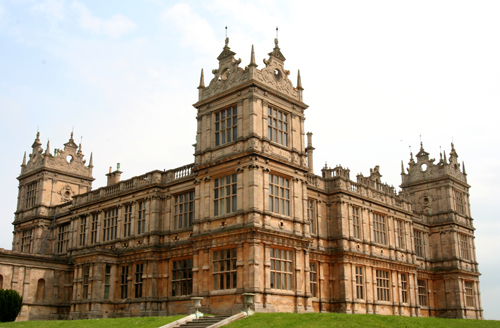
Zámek Mentmore Towers (Buckinghamshire), sídlo hrabat z Rosebery, dědictví po rodu Rothschildů

Pocházel ze starobylého skotského šlechtického rodu Primrose, narodil se na rodovém sídle Dalmeny House poblíž Edinburghu jako starší syn premiéra 5. hraběte z Rosebery, po matce Hannah byl potomkem slavné bankéřské rodiny Rothschildů. Jako otcův dědic od narození užíval titul Lord Dalmeny, studoval v Etonu a na vojenské škole v Sandhurstu. V letech 1906–1910 byl poslancem Dolní sněmovny za Liberální stranu, souběžně sloužil v armádě a za první světové války byl vojenským tajemníkem a pobočníkem generála Allenbyho na Blízkém východě. Za službu ve válce obdržel Vojenský kříž a francouzský Řád čestné legie. V letech 1920–1922 byl předsedou komise pro zásobování na ministerstvu výživy. Po otci zdědil v roce 1929 rodové tituly a vstoupil do Sněmovny lordů (zde zasedal jako 2. hrabě z Midlothianu, protože starší hraběcí titul z Rosebery platil pouze pro Skotsko). V letech 1929–1964 byl zároveň lordem místodržitelem ve skotském hrabství Midlothian, za druhé světové války byl komisařem civilní obrany ve Skotsku. Po válce byl krátce členem Churchillovy úřednické vlády jako ministr pro Skotsko (květen až červenec 1945), téhož roku byl jmenován členem Tajné rady. V mládí vynikl mimo jiné jako hráč kriketu, později proslul i ve světě dostihů a v letech 1939 a 1944 byl vítězem Derby. V roce 1947 obdržel nejvyšší skotské vyznamenání, Bodlákový řád. Od roku 1953 byl členem Skotské královské společnosti.

## Rodinné a majetkové poměry

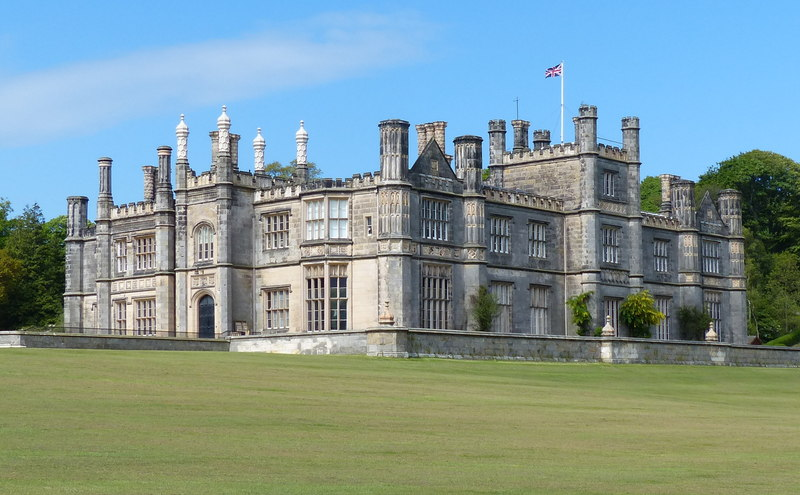
Zámek Dalmeny House ve Skotsku

Převzetím rodinného dědictví se stal jedním z nejbohatších aristokratů v Británii, což bylo dáno především spřízněním s rodinou Rothschildů (jeho matka Hannah, rozená Rothschild, přinesla věnem do manželství dva milióny liber v hotovosti). Dědictvím po Rothschildech byl honosný zámek Mentmore Towers v hrabství Buckinghamshire, který se stal trvalým sídlem 6. hraběte z Rosebery. Zámek byl prodán po jeho smrti v roce 1977, majetkem rodu nadále zůstává původní rodové sídlo Dalmeny House poblíž Edinburghu.
Poprvé se oženil v roce 1909 s Dorothy Grosvenor (1890–1966), sestrou 3. vévody z Westminsteru. Rozvedli se v roce 1919 a Dorothy se pak ještě třikrát provdala. Hrabě z Rosebery se podruhé oženil v roce 1920 s Evou Bruce (1892–1987), dcerou 2. barona Aberdare. Z obou manželství pocházely čtyři děti, současným představitelem rodu je Neil Primrose, 7. hrabě z Rosebery (*1929).
Harryho mladší bratr Neil Primrose (1882–1917) byl liberálním politikem a padl za první světové války na Blízkém východě. Jejich starší sestra Sybil (1879–1955) byla manželkou generála Sira Charlese Granta, vrchního velitele ve Skotsku, další sestra Margaret (1881–1967) byla manželkou významného liberálního politika markýze z Crewe.